# Болтія
Болтія (словен. Boltija) — поселення в общині Літія, Осреднєсловенський регіон, Словенія. Висота над рівнем моря: 357,2 м.